# Бунге, Николай Христианович
Никола́й Христиа́нович Бу́нге (нем. Nikolai Karl Paul von Bunge; 11 [23] ноября 1823, Киев — 3 [15] июня 1895, Царское Село) — государственный деятель Российской империи, экономист, действительный тайный советник (01.01.1885), министр финансов (06.05.1881—01.01.1887), председатель Комитета министров (01.01.1887—03.06.1895). Заслуженный профессор и ректор Университета Святого Владимира. Почётный гражданин города Киева (1880). Почётный член Петербургской академии наук (29.12.1881).

## Биография
Родился в Киеве 11 (23) ноября 1823 года в семье врача, специалиста по детским болезням Христиана-Георга Бунге. Мать — Екатерина Николаевна (1786—1877), урождённая Гебнер, в первом браке Изюмова.
Окончил с золотой медалью Первую киевскую гимназию. Затем — юридический факультет университета Св. Владимира (1845) со степенью кандидата законоведения. Магистр государственного права с 1847 года (диссертация: «Исследование начал торгового законодательства Петра Великого»); доктор политических наук с 1850 году (диссертация: «Теория кредита»).

## Профессор-экономист
- С 31 октября 1845 года — преподаватель законов казённого управления в Нежинском лицее князя Безбородко; с 19 декабря 1847 года — профессор (до 31 октября 1850 года). Читал лекции по финансам и финансовому праву. Организовал в лицее кружок, в который входили преподаватели словесности М. Т. Симонов, М. А. Тулов и В. С. Коперницкий.
- С 1850 года — исполняющий должность адъюнкта Университета Святого Владимира по кафедре политической экономии и статистики.
- В 1852 году после защиты диссертации «О теории кредита» 16 июня получил степень доктора политических наук и в том же году был утверждён экстраординарным профессором; с 26 марта 1854 года — ординарный профессор.
- В 1853—1859 году он также преподавал географию в Киевском институте благородных девиц.
- С 1858 года также читал лекции в университете по финансовому законодательству.
- С 4 декабря 1859 года — член-корреспондент Академии наук.
- В 1859—1862, 1871—1875 и в 1878—1880 годах — ректор Университета Святого Владимира.
- С 1862 года, кроме преподавательской деятельности, возглавлял Киевскую контору Государственного банка, а также руководил киевским Обществом взаимного кредита. С 23 апреля 1861 года — действительный статский советник[4].
- В 1863—1864 годах преподавал теорию финансов и политической экономии цесаревичу Николаю Александровичу (сыну Александра II).
- С 1869 года — ординарный профессор по кафедре полицейского права Университета Святого Владимира (фактически читал курс экономической политики).
- С 21 декабря 1874 года — тайный советник; с 15 мая 1876 года — заслуженный профессор.
- В 1887—1889 годах преподавал политическую экономию, статистику и финансы великому князю Николаю Александровичу (будущему императору Николаю II).
- С 13 марта 1890 года — ординарный академик по разряду историко-политических наук (политическая экономия и статистика) историко-филологического отделения Академии наук[5].

### Научные взгляды
Был сторонником умеренного либерализма, частной собственности и свободы предпринимательства (признавая при этом необходимость ограниченного государственного вмешательства в экономику). Прекрасный знаток западных экономических концепций.
В 1850—1860-е годы придерживался либерально-фритредерской концепции, развитой Адамом Смитом. С конца 1860-х годов в работах Бунге усилилась критика крайностей экономического либерализма. Он упрекал Смита за неоправданно враждебное отношение к государственному вмешательству в экономическую жизнь. В полемике со Смитом Бунге опирался на идеи Дж. С. Милля, который указал на неэффективность системы свободной конкуренции для решения ряда проблем народного хозяйства и определил функции государства в совершенствовании инфраструктуры, налогообложения, социального обеспечения, правовой защиты частной собственности и предпринимательства, образования и науки.
Резко критиковал А. Сен-Симона, Ш. Фурье, Р. Оуэна, Л. Блана, Ф. Лассаля, Ж. Прудона и других утопистов за беспочвенные обещания человечеству счастья в идеальном обществе будущего. В «Очерках политико-экономической литературы» обвинил К. Маркса в слабости аргументации, догматизме, тяжеловесности и малодоступности изложения, туманности терминологии. Причину популярности марксизма Бунге видел в том, что Маркс «обращается к хищническим инстинктам обездоленного человечества», и предупреждал, что попытка осуществить его заветы завершится социальной катастрофой. Однако, называя в «Загробных заметках» социализм «злом, от которого гибнут нравственность, долг, свобода, личность», Бунге объяснял живучесть утопических идеалов в народном сознании естественным стремлением к социальной справедливости:

Нельзя искоренить социализм, как нельзя искоренить микробов. Без желания счастья и стремления к нему застыла бы самая жизнь.
Считал ошибочным вытекавшее из концепции экономического либерализма отрицание необходимости социальных реформ как средства лечения общественных недугов. Радикальным социалистическим и коммунистическим учениям противопоставлял идеи, которые во многом почерпнул у немецких экономистов, выдвинувших теорию «государственного социализма»:

…между настоящим социализмом и социализмом государственным различие огромное: первый имеет в виду подорвать существование государства или превратить всё народное хозяйство в государственное; второй хочет усилить хозяйственную деятельность государства настолько, насколько это необходимо для устранения гибельных последствий неограниченной свободы интересов.

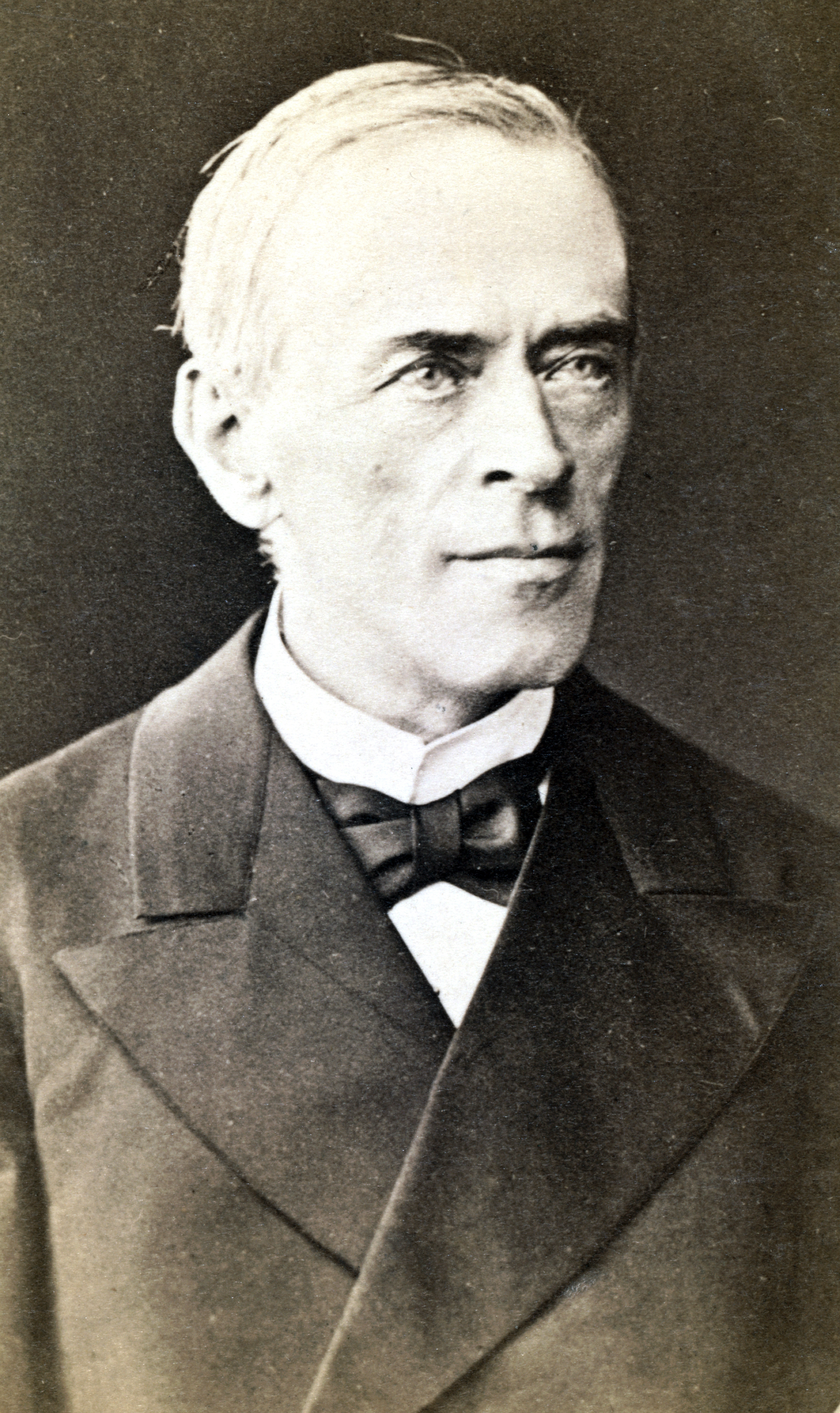
Н. Х. Бунге,
1880-е гг.

Почти за 100 лет до Абрахама Маслоу выдвинул идею пирамиды потребностей: «По мере удовлетворения повседневных нужд пробуждаются в человеке потребности умственные, нравственные и эстетические, которые в свою очередь мало-по-малу становятся столь же настоятельными, как потребности физической природы».

## Государственный деятель
- В 1880—1881 годах — товарищ министра финансов.
- С 6 мая 1881 года — управляющий министерством финансов и член Государственного совета (до 1 января 1895)[11].
- С 1 января 1882 по 31 декабря 1886 года — министр финансов.
- С 1 января 1887 по 3 июня 1895 года — председатель Комитета министров.
- С 10 декабря 1892 года — вице-председатель Комитета Сибирской железной дороги (председателем был наследник престола, будущий Николай II)[12].

## Награды
Российские:
- Орден Святого Станислава 2-й степени (30 августа 1857),
- Орден Святого Владимира 3-й степени (18 марта 1862),
- Орден Святого Станислава 1-й степени (4 апреля 1865),
- Орден Святой Анны 1-й степени (13 декабря 1868),
- Орден Святого Владимира 2-й степени (1 января 1873),
- Орден Белого орла (1 января 1879),
- Орден Святого Александра Невского (15 мая 1883),
- Бриллиантовые знаки к ордену Святого Александра Невского (1 января 1889),
- Орден Святого Владимира 1-й степени (1 января 1895).

Иностранные:
- Черногорский орден князя Даниила I 1-й степени (1883),
- Бразильский орден Розы 1-й степени (1884),
- Бельгийский орден Леопольда I, большой крест (1886).

### Финансовая политика
Одним из первых его мероприятий на посту министра финансов явилось понижение выкупных платежей, которое он считал необходимым для улучшения благосостояния крестьян — тем более, что с них взыскивалось больше, нежели уплачивалось по обязательствам выкупной операции. Общая сумма понижения составила до 12 миллионов рублей в год.
Перед его вступлением в должность был отменён соляной акциз, а при нём была отменена подушная подать. Для компенсации выпадающих доходов были повышены налоги на спирт, сахар, табак, а также гербовый сбор и ряд других; увеличены таможенные пошлины на ввозимые товары. Старался снизить расходы, однако сбалансировать бюджет ему не удалось. Был сторонником введения подоходного налога. В 1885 году были введены налог на доход от денежных капиталов, налог на прибыль, а в первую очередь — пошлина на безвозмездно переходящее имущество. Появился институт податных инспекторов. Будучи в теории приверженцем экономического либерализма, был вынужден на практике проводить протекционистскую политику в условиях кризиса, вызванного последствиями резкого роста военных расходов в период русско-турецкой войны 1877—1878 годов.
При Бунге в России началась подготовка денежной реформы: с осени 1884 года в Государственном банке приступили к накоплению золота из поступлений в уплату таможенных пошлин и за счёт внешних займов.
В 1885 году в Санкт-Петербурге по инициативе министра финансов Н. Х. Бунге был учреждён журнал «Вестник финансов, промышленности и торговли», который издавался до Февральской революции 1917 года.

### Аграрный вопрос
Считал, что многие проблемы российского крестьянства связаны с недостаточным размером их земельных наделов и невозможностью получить долгосрочный кредит для покупки новых земель. Для решения этого вопроса при нём был создан Крестьянский поземельный банк. Был противником искусственной консервации сельской общины, предлагал отменить круговую поруку в деревне (Государственный совет не согласился с этой инициативой). Также в его бытность министром финансов был открыт Дворянский земельный банк, причём Бунге считал, что он должен был выдавать ссуды лишь тем дворянам-землевладельцам, которые сами ведут хозяйство на своей земле (однако Государственный совет снял это ограничение).

### Трудовое законодательство
При нём велась работа по изданию фабричного (трудового) законодательства. В 1884 году вступил в силу закон, запрещавший труд малолетних на фабриках и регламентировавший продолжительность труда детей и подростков от 12 до 15 лет, которая была ограничена восемью часами (это привело к существенному сокращению числа малолетних рабочих). В 1885 году были запрещены ночные работы для подростков в возрасте до 17 лет и женщин на текстильных фабриках. В 1886 году были изданы «Правила о надзоре за заведениями фабричной промышленности», в которых ограничивался произвол работодателей в отношении работников (запрещалось расплачиваться с рабочими купонами или в натуральной форме, производить вычеты за долги, регламентировались штрафы и др.), а также усиливались репрессивные меры за участие в стачках и подстрекательство к ним, угрозы в адрес администрации и отказ от работы. За исполнением трудового законодательства следила специально учреждённая в 1882 году фабричная инспекция.
В 1882 году Бунге выступил с резкой и обоснованной критикой выработанного министром внутренних дел Н. П. Игнатьевым законопроекта, направленного к ограничению евреев в некоторых весьма важных правах, и именно благодаря Бунге «Временные правила» 1882 года осуществили лишь часть репрессивных мер, предположенных графом Игнатьевым.

### Конфликт с правыми и отставка
Деятельность Бунге подвергалась резкой критике со стороны правых сил (их рупором была газета «Московские ведомости»). В действительности за выступлениями газеты стоял обер-прокурор Святейшего синода К. П. Победоносцев, который с помощью своих сотрудников Н. П. Смирнова и В. К. Саблера организовал в печати кампанию дискредитации курса Министерства финансов. Бунге обвиняли в «непонимании условий русской жизни, доктринёрстве, увлечении тлетворными западноевропейскими теориями». Эти обвинения способствовали его отставке с поста министра финансов и назначению на почётный, но лишённый реального влияния пост председателя Комитета министров.

## Загробные заметки
Над текстом «Загробных заметок» Н. Х. Бунге работал с 1885 по 1894 год. Первоначально заметки предназначались лично Александру III, а после его кончины были переадресованы Николаю II под названием «Задачи царствования. 1881—1894». В этом документе, подготовленном с умеренно-реформаторских позиций и специально приспособленном для восприятия человеком консервативно-охранительных взглядов, говорилось о перспективах экономических преобразований в стране, государственном управлении, народном образовании, налогообложении, крестьянском и рабочем законодательстве, национальном вопросе. Бунге был противником крайностей великодержавной политики российской монархии. Отверг аргументы сторонников общины, утверждавших, что она спасает крестьянство от обезземеливания и кулацкой эксплуатации. «Хотя для каждого мыслящего человека должно быть ясным, — писал он, — что и при общинном владении возможно также кулачество, спаивание мира, обирание бедных богатыми и, наоборот, разорение достаточного населения мироедами и гнёт мира; хотя обезземеление не есть последствие частной собственности, а, как все признают, — возрастания населения». Критиковал правительство за недостаток внимания к переселенческому вопросу. Позднее некоторые идеи Бунге были реализованы в ходе реформ П. А. Столыпина.
Женат не был. Умер 3 (15) июня 1895 года.